# 药水洞苏维埃政府
药水洞苏维埃政府，亦称药水洞苏维埃政权，是1930年5月26日在今吉林延边朝鲜族自治州和龙市头道镇龙门村药水洞地区成立的一个中共工农革命政权，是中国东北地区历史上的首个苏维埃政权。:99:223:171

## 历史
早在1925年，朝鲜族进步青年就开始在药水洞地区开展思想启蒙教育，以办夜校为名传播俄国十月革命和马列主义思想。1926年，药水洞地区先后成立了反帝同盟会、农民会、青年会、妇女会、少年会等共产主义群众组织。:26:171
1930年4月初，中共满洲省委和共青团满洲省委根据中共中央关于发动“五一”国际劳动节全国总示威运动第71号通告，将群众基础较好的今延边地区列为“五一”斗争的重点地区之一:97。同年4月下旬，中共延边特支成立“五一”斗争行动委员会，开展“红五月斗争”，提出在有条件的地方建立“苏维埃政权”，并派朝鲜族早期共产党员，曾参加过广州起义的黄埔军校毕业生申春到药水洞开展筹建苏维埃政府的工作:26:171。
1930年5月1日龙井手工业工人首先罢工后，游行示威迅速在整个今延边地区扩展。5月5日，600余名药水洞农民举行了游行示威。5月23日，和龙县私立明东小学等3校学生联合农民夺回了被逮捕的3名师生。此后，中共延边特支带领群众斗地主，焚烧契约，将粮食和财产分给农民。5月26日，申春在药水洞举行群众大会，宣布革命红色政权“药水洞苏维埃政府”正式成立，并组建了药水洞赤卫队。这是中国东北地区成立的首个苏维埃政权。:99:26-27:223:45-46
1930年5月30日晚，中共延边特支在五卅惨案5周年纪念日发动以药水洞苏维埃群众武装组织为中心的“五卅暴动”。这也是药水洞苏维埃政府建立后的首次革命暴动。药水洞赤卫队和周边群众一起袭击了头道沟日本领事分馆和亲日组织“朝鲜人民会”，以及日本人的学校。此外，暴动队伍还捣毁了龙井大兴电灯公司发电厂、海兰江铁路桥，割断了龙井与多地的电话线。:99-100
“五卅暴动”后，日本军警逮捕了100余人，药水洞苏维埃政府遭到严重破坏。1930年6月10日，中共东满特别支队派人来药水洞成立了中共药水洞支部，李凤山（朝鲜族）任支部书记。同年7月10日，李凤山在药水洞成立中共平岗区委。在平岗区第一次党员代表大会上，会议决议由申春组建武装游击队。同年7月末，由七八十人组成的平岗区游击队（工农红军）在药水洞成立，申春任总指挥。药水洞从此成为和龙地区的革命根据地。:27
1930年8月13日，中共延（吉）和（龙）县委在药水洞成立。同年8月末至9月初，中共平岗区委在药水洞建立平岗区苏维埃政府。同年秋，延和县委领导群众发动减租减息的“秋收暴动”，取得了些斗争的胜利。但由于受“左倾”思想的影响，革命队伍被捕和牺牲的人也很多。平岗区苏维埃政府也在1930年农历10月被迫解散。同年末，中共东满省委开始纠正第二次左倾路线:27-29。1932年11月，日军对药水洞地区连续进行三次“大讨伐”，药水洞革命根据地陷入瘫痪，中共革命队伍被迫转移到渔浪村开辟新的根据地。

## 遗址公园
1985年6月，延边朝鲜族自治州和龙县人民政府在药水洞苏维埃政府遗址建“药水洞抗日斗争纪念碑”。2016年，和龙市老区促进会在和龙市委、市政府的支持下在药水洞苏维埃政府遗址建“药水洞革命遗址公园”。公园内立有“和龙县药水洞苏维埃政府遗址”碑石。2019年，药水洞抗日纪念地被列为州级爱国主义教育基地。2020年5月26日，延边州老区促进会在遗址公园举行了药水洞苏维埃政权成立90周年纪念活动。